# Cities in Motion
Cities in Motion är en ekonomisk simulator, utvecklad av Colossal Order och utgiven av Paradox Interactive. Windows-versionen släpptes den 22 februari 2011. Linux och OS X-versioner anlände senare.
Spelarens uppgift är att skapa lönsamma kollektivtrafiksystem i flera europeiska städer. Spelaren planerar trafiklinjer, skapar hållplatser och stationer, köper fordon och hanterar finansiella aspekter, för att till slut täcka en så stor del av staden som möjligt men samtidigt göra kollektivtrafiksystemet lönsamt
Det finns ett sandlådeläge. Detta låter spelaren spela vilken stad som helst, inklusive städer skapade av spelarna själva genom den inbyggda karteditorn, vilket gör det möjligt för spelarna att skapa egna städer och dela med sig av dessa, under hur lång tid spelaren önskar.
I kampanjläget spelar spelaren igenom fyra städer (Berlin, Amsterdam, Wien och Helsingfors) under flera olika tidsperioder (från 1920-talet till 2020-talet). Under spelets gång utvecklas teknologin spelaren har att tillgå vilket ger spelaren nya transportmöjligheter och mer effektiva transportsystem. Kampanjen består av tolv scenarier, där det finns några obligatoriska uppgifter för att klara scenariot, och ett antal valfria mål
Spelets byggnadssystem för kollektivtrafik låg till grund för samma del i Colossal Orders stadsbyggarspel, Cities: Skylines.

## Cities in Motion 2
Det första spelets uppföljare släpptes till Windows och OS X den 2 april 2013. En Linux-version släpptes den 9 januari 2014. Denna version inkluderar dag-och-natt-cykel, rusningstrafik samt möjlighet att skapa tidtabeller för spelarens kollektivtrafiksystem. I denna version har spelarens beslut en noterbar påverkan på stadens tillväxt, samt införandet av kooperativ- och flerspelarläge.